# إلبيرت كروفورد
إلبيرت كروفورد (بالإنجليزية: Elbert Crawford)‏ هو لاعب كرة قدم أمريكية أمريكي، ولد في 20 يونيو 1966 في شيكاغو في الولايات المتحدة، وتوفي في 2 مايو 2013 في ليتل روك في الولايات المتحدة.

## وصلات خارجية
- إلبيرت كروفورد على موقع مرجع كرة القدم المحترفة.كوم (الإنجليزية)
- إلبيرت كروفورد على موقع JustSportsStats.com (الإنجليزية)